# 白纹方蟹
白纹方蟹（学名：Grapsus albolineatus）是方蟹科方蟹属下的一种螃蟹。因其常栖息于珊瑚礁或者高潮线的岩礁上，擅长攀岩跳跃，也被称为岩蟹。广泛分布于印度洋和太平洋沿海海域，生活环境为海水。
白纹方蟹色彩艳丽，甲壳整体呈独特的青绿色，壳体和步足分布有红褐色和黄色花纹，最显著的特征是背甲中心长有一个蝴蝶结状的褐黄色花纹。